# ÖBB 1041 sorozat
Az ÖBB 1041 sorozat egy osztrák Bo’Bo’ tengelyelrendezésű villamosmozdony-sorozat volt. 1951 és 1953 között gyártotta az AEG, a BBC, az ELIN és a SSW. 2003-ban selejtezték. Az 1041-eseket tehervonatok vontatására szánták, az ÖBB 1040 sorozat leváltására. Csak 25 darabot gyártottak belőle, mivel hamarosan elkezdték gyártani a modernebb ÖBB 1141 sorozatot.